# Xuthea
Xuthea es un género de escarabajos de la familia Chrysomelidae. El género fue descrito por Baly en 1865.
Lista de especies:
- Xuthea coerulea Medvedev, 1997
- Xuthea geminalis Wang, 1992
- Xuthea laticollis Chen & Wang, 1981
- Xuthea leonardii Medvedev, 1997
- Xuthea nepalensis Scherer, 1983
- Xuthea nigripes Medvedev, 2004
- Xuthea pallida Medvedev, 1997